# Oreophantes
Oreophantes là một chi nhện trong họ Linyphiidae.